# Isotretinoina
L'isotretinoina, uno stereoisomero (forma cis) dell'acido retinoico, è un farmaco utilizzato principalmente per il trattamento dell'acne cistica, per via topica nelle forme lievi-moderate, per via orale nelle forme più gravi.
La molecola è un retinoide, cioè un derivato della vitamina A, che si trova già naturalmente in piccole quantità nel corpo.
La molecola può anche essere utilizzata come chemioterapico per i tumori pancreatici ed il neuroblastoma cerebrale. Trova anche indicazione nel trattamento dell'ittiosi Arlecchino, una rara malattia della pelle solitamente letale, e dell'ittiosi lamellare.

In Italia il farmaco è venduto dalla società farmaceutica La Roche con il nome commerciale di Roaccutan, dalla società Fidia Farmaceutici con il nome di Aisoskin, dalla società Difa Cooper con il marchio di Isotretinoina Difa Cooper, e dalla società Pierre Fabre con il marchio di Isoriac. È inoltre commercializzato da numerose altre società farmaceutiche come medicinale equivalente, generalmente nella forma di capsula molle contenente 10 oppure 20 mg di principio attivo.

## Farmacodinamica
L'esatto meccanismo di azione di questo farmaco è tuttora sconosciuto. Isotretinoina sembra in grado di inibire l'attività delle ghiandole sebacee e perciò di ridurre la produzione di sebo, con conseguente inaridimento delle stesse. La riduzione delle dimensioni delle ghiandole operata dal farmaco è stata dimostrata istologicamente. Isotretinoina inoltre stabilizza la cheratinizzazione e previene la formazione dei punti neri, con un accertato effetto antinfiammatorio a livello del derma. Si ritiene che il composto, come gli altri retinoidi, agisca sulla trascrizione del DNA. Verosimilmente, l'inibizione della proliferazione delle cellule che producono il sebo e il ripristino del normale processo di differenziazione cellulare sono i meccanismi principali che ne permettono un'efficace azione nei confronti dell'acne.

## Farmacocinetica
Dopo somministrazione per via orale, isotretinoina viene assorbita in modo variabile attraverso il tratto gastrointestinale. La biodisponibilità assoluta nell'essere umano non è stata determinata, ma studi sperimentali condotti su cani suggeriscono che sia piuttosto bassa e variabile da individuo a individuo. Se il composto viene assunto col cibo, la biodisponibilità raddoppia rispetto a quanto avviene a digiuno.

Nell'organismo, isotretinoina si lega ampiamente alle proteine plasmatiche, principalmente all'albumina (circa il 99,9 %). Le concentrazioni d'isotretinoina a livello del tessuto cutaneo sono solo la metà di quelle raggiunte nel siero. Nel plasma sono stati identificati tre metaboliti principali: 4-ossi-isotretinoina, tretinoina (acido all-trans retinoico) e 4-ossi-tretinoina. Tutti questi metaboliti sono stati identificati come biologicamente attivi in diversi studi eseguiti in vitro.
Studi metabolici in vitro hanno messo in evidenza che sono diversi gli enzimi CYP coinvolti nella biotrasformazione di isotretinoina in 4-ossi-isotretinoina e tretinoina. Non sembra tuttavia che alcuna isoforma CYP abbia un ruolo predominante. Né il farmaco né i suoi metaboliti influenzano in modo significativo l'attività CYP.
Dopo somministrazione orale, isotretinoina viene eliminata sia per via renale che attraverso le feci, in quote all'incirca uguali.
L'emivita di eliminazione terminale del farmaco immodificato in soggetti con acne è in media di 19 ore. L'emivita di eliminazione terminale della 4-ossi-isotretinoina è invece più prolungata, raggiungendo in media le 29 ore.

## Usi clinici
L'Agenzia Italiana del Farmaco (AIFA) ha autorizzato isotreonina solo per il trattamento di forme gravi di acne (ad esempio l'acne nodulare o conglobata, così come quelle forme di acne con evidente rischio di cicatrici permanenti) che non abbiano risposto a cicli adeguati di terapia standard effettuati con sostanze antibatteriche per via sistemica e topica. Il farmaco viene comunemente utilizzato anche per il trattamento dell'acne volgare.

## Effetti collaterali e indesiderati
Nel corso di trattamento con isotretinoina si possono sviluppare numerosi effetti avversi, alcuni dei quali sono correlati alla dose utilizzata. Alcuni degli effetti indesiderati (ma non tutti) sono reversibili dopo la riduzione del dosaggio o la sospensione del trattamento. Molti di questi sono quelli tipici da eccesso di vitamina A (ipervitaminosi A).
| Tipi di reazioni                                        | Molto comuni (≥ 1/10)                                                                                              | Comuni (≥ 1/100, < 1/10)                                             | Rare (≥ 1/10 000,< 1/1000)                                                               | Molto rare (≤ 1/10 000) |
| ------------------------------------------------------- | --- | -------------------------------------------------------------------- | ---------------------------------------------------------------------------------------- | --- |
| Infezioni                                               | |                                                                      |                                                                                          | - Infezioni batteriche (mucocutanee) da Gram positivi |
| Patologie del sistema emolinfopoietico                  | - Anemia - aumento della velocità di eritrosedimentazione - Trombocitopenia - Trombocitosi                         | - Neutropenia                                                        |                                                                                          | - Linfoadenopatia |
| Sistema Immunitario                                     | |                                                                      | - Reazioni allergiche cutanee - Reazioni anafilattiche - Ipersensibilità                 | |
| Metabolismo e nutrizione                                | |                                                                      |                                                                                          | - Diabete mellito - Iperuricemia |
| Disturbi psichiatrici                                   | |                                                                      | - Depressione - Aggravamento di depressione - Aggressività - Ansia - Alterazioni d'umore | - Anomalie comportamentali - Disturbi psicotici - Ideazione suicida - Tentato suicidio - Suicidio |
| Sistema nervoso                                         | | - Cefalea                                                            |                                                                                          | - Ipertensione intracranica benigna - Convulsioni - Sonnolenza - Capogiri |
| Occhio                                                  | - Blefariti - Congiuntiviti - Cheratocongiuntivite sicca - Irritazione oculare                                     |                                                                      |                                                                                          | - Offuscamento della vista - Cataratta - Cecità ai colori - Intolleranza alle lenti a contatto - Opacità corneale - Diminuzione visione notturna - Cheratite - Papilledema - Fotofobia - Disturbi visivi                                           |
| Orecchio                                                | |                                                                      |                                                                                          | - Riduzione dell'udito |
| Vascolare                                               | |                                                                      |                                                                                          | - Vasculiti (es. granulomatosi di Wegener, vasculiti allergiche) |
| Patologie respiratorie, toraciche e mediastiniche       | | - Epistassi - Secchezza nasale - Nasofaringite                       |                                                                                          | - Broncospasmo (particolarmente nei soggetti con asma) - Raucedine |
| Patologie gastrointestinali                             | |                                                                      |                                                                                          | - Colite - Ileite - Secchezza di gola - Emorragia gastrointestinale - Diarrea emorragica - Malattia infiammatoria intestinale - Nausea - Pancreatite                                                                                               |
| Patologie epatobiliari                                  | - Aumento transaminasi                                                                                             |                                                                      |                                                                                          | - Epatite |
| Cute e tessuto sottocutaneo                             | - Cheilite - Dermatite - Secchezza cutanea - Esfoliazione localizzata - Prurito - Rash cutaneo - Fragilità cutanea |                                                                      | - Alopecia                                                                               | - Acne fulminante - Esacerbazione d'acne - Eritema facciale - Esantema - Disturbi dei capelli - Irsutismo - Distrofia ungueale - Paronichia - Reazioni di fotosensibilità - Granuloma piogeno - Iperpigmentazione cutanea - Aumento di sudorazione |
| Patologie muscolo-scheletriche e del tessuto connettivo | - Artralgia - Mialgia - Dorsalgia                                                                                  |                                                                      |                                                                                          | - Artrite - Calcinosi (calcificazione dei legamenti e tendini) - Fusione prematura delle epifisi - Esostosi - Iperostosi - Osteopenia - Tendiniti                                                                                                  |
| Patologie renali e urinarie                             | |                                                                      |                                                                                          | - Glomerulonefriti |
| Patologie sistemiche                                    | |                                                                      |                                                                                          | - Aumentata formazione di tessuto di granulazione - Malessere |
| Esami diagnostici                                       | - Aumento trigliceridi - Riduzione HDL                                                                             | - Aumento colesterolemia - Aumento glicemia - Ematuria - Proteinuria |                                                                                          | - Aumento creatinin-fosfochinasi |

In relazione ai disturbi depressivi, va peraltro rilevato che, al più, è stata osservata una correlazione statistica fra l'assunzione del farmaco e il disturbo.
Non sussiste tuttora alcuna prova evidente che indichi un rapporto di causalità fra l'assunzione d'Isotretinoina e il disturbo depressivo. La correlazione statistica può semplicemente spiegarsi con la frequenza di disturbi depressivi fra i soggetti affetti da acne, affezione con notevoli correlati psicosomatici.
Il medico per motivi prudenziali, nel corso del trattamento, richiederà un controllo periodico dei valori ematici relativamente agli enzimi epatici e ai lipidi.
In caso di applicazione topica della isotretinoina, si deve evitare il contatto con gli occhi e le mucose. Il farmaco non deve essere applicato in presenza di cute lesa o eczemi ed è bene evitare l'esposizione solare, per non rischiare di provocare macchie sulla cute. In caso di esposizione solare non evitabile, è consigliato l'utilizzo di un prodotto con fattore di protezione solare 15 SPF.

Per evitare la formazione di cicatrici ipertrofiche o iper-ipopigmentazione post infiammatoria, è necessario evitare di sottoporsi a trattamenti di dermoabrasione chimica per un periodo non inferiore ai 6 mesi dopo il termine del trattamento con isotretinoina.
Sono inoltre da sottolineare gli effetti indesiderati dovuti all’assunzione di alcuni farmaci (come analgesici, antidolorifici, farmaci a base di Vitamina A e di suoi derivati e farmaci per il trattamento di sindromi epatiche e renali) in combinazione con isotretinoina.

### PISS (post isotretinoin sexual syndrome)
La PISS è una sindrome che può comparire durante l'assunzione di isotretinoina o alla sua dismissione, caratterizzata da profondi sintomi di disfunzione sessuale e psicologici che influiscono notevolmente sulla qualità di vita del soggetto e possono durare a tempo indefinito dopo la sospensione del farmaco. I principali sintomi consistono in: 
- Uomo: disfunzione erettile, impotenza, perdita totale o parziale della libido, diminuzione dell'eiaculato, eiaculato acquoso, anorgasmia, rimpicciolimento nello stato flaccido, mancanza di sangue al glande durante l'erezione[7], ginecomastia e diminuzione del testosterone.[8]
- Donna: secchezza vaginale, dolore durante i rapporti, perdita di libido, anorgasmia, anestesia genitale, alterazione delle mestruazioni, perdita delle mestruazioni, sterilità.[9][10]

L'eziologia della sindrome e l'incidenza sono sconosciuti, così come non sono noti trattamenti. Nella sindrome potrebbero essere implicati anche meccanismi di alterazione epigenetica.
Non è stato attualmente individuato un fattore diagnostico (test di laboratorio) in grado di confermare la presenza della patologia: i classici parametri ormonali ematici comunemente associati alla comparsa di disfunzioni sessuali (abbassamento testosterone, innalzamento prolattina) risultano nella norma.

### Altri effetti collaterali potenzialmente persistenti
- Cheratocongiuntivite secca potenzialmente persistente e diminuzione della visione notturna potenzialmente persistente.[12][13][14]
- Nel 2010 l'FDA ha dichiarato che l'isotretinoina può bloccare la crescita delle ossa lunghe negli adolescenti che stanno ancora crescendo.[15]
- Fusione prematura delle epifisi[16][17][18][19]
- Iperostosi[19][20][21]
- Malattia di Crohn e Rettocolite Ulcerosa: alcuni studi scientifici affermano che l'isotretinoina sia una causa probabile di Malattia di Crohn e Rettocolite ulcerosa in alcuni individui. Negli USA tre casi sono stati sottoposti all'attenzione di un tribunale. Tutti e tre sono esitati in sentenze di condanna al risarcimento danni dell'ordine di diversi milioni di dollari, avverso i produttori di Isotretinoina; ci sono ulteriori 425 casi pendenti ad oggi.[22][23][24][25][26]

Tali disordini sono stati evidenziati in fase post marketing, in particolare in pazienti che hanno fatto uso cronico della sostanza per il trattamento dell'acne. Tale sindrome, pur descritta ed evidenziata in diversi studi, non è ancora formalmente riconosciuta dalla maggior parte delle autorità della farmacovigilanza (AIFA) perciò non è riportata nei foglietti illustrativi, nelle linee guida e non sono stati diramati bollettini volti ad informare specialisti e medici di famiglia di tale eventualità. Ciò contribuisce a generare erronee diagnosi di disfunzioni sessuali con causa psicologica, che vengono perciò affrontate in maniera inadeguata, e alla mancata segnalazione alle autorità di farmacovigilanza dei casi con grave sottostima del fenomeno.

## Controindicazioni
Isotretinoina è controindicata nei soggetti con ipersensibilità nota al principio attivo oppure ad uno qualsiasi degli eccipienti della formulazione farmaceutica. È controindicata nelle donne in stato di gravidanza o che allattano al seno inoltre è bene evitarne l'impiego anche nelle donne in età fertile, salvo non si sia attuata una adeguata contraccezione.
I pazienti con insufficienza epatica, valori estremamente elevati di lipidi plasmatici, ipervitaminosi A, ed in terapia concomitante con tetracicline non devono assumere il farmaco.

## Interazioni
- Vitamina A: la contemporanea assunzione è da evitare per il rischio di insorgenza di ipervitaminosi A.
- Tetracicline: la contemporanea assunzione può comportare insorgenza di ipertensione endocranica benigna (pseudotumor cerebri), e deve essere evitata.
- Cheratolitici ad uso topico o agenti esfolianti antiacne: l'utilizzo contemporaneo può determinare un aumento dell'irritazione locale.
- Chirurgia refrattiva (LASIK): l'utilizzo della chirurgia refrattiva (LASer In situ Keratomileusis) in pazienti in cura con isotretinoina deve essere strettamente monitorato. La secchezza oculare è uno degli effetti collaterali più frequenti nei pazienti che si sono sottoposti a chirurgia refrattiva, che può manifestarsi sino a 6 mesi dopo il trattamento, e nei soggetti in trattamento con isotretinoina. Al fine di evitare un potenziamento degli effetti collaterali non è consigliata la somministrazione dell'isotretinoina in questa tipologia di pazienti.[27]

## Gravidanza e allattamento
La somministrazione di isotretinoina è controindicata in donne in stato di gravidanza. Per questo motivo durante la terapia con isotretinoina si devono associare valide misure contraccettive. I preparati contraccettivi composti unicamente da progestinici (pillola progestinica o minipillola) possono non avere efficacia contraccettiva comparabile alle formulazioni contenenti estrogeno/progestinico (pillola combinata). È pertanto più opportuno assumere la pillola combinata, al fine di evitare gravidanze indesiderate, dato l'elevato rischio teratogeno associato alla terapia con isotretinoina.
Se si verifica una gravidanza durante la terapia con isotretinoina o nel mese successivo, la paziente deve interrompere immediatamente la terapia e sentire il parere di un medico. In queste condizioni vi è infatti un alto rischio di gravissime e serie malformazioni fetali.
La Food and Drug Administration ha inserito l'isotretinoina in classe X per l'impiego in gravidanza. Tale classe comprende i farmaci i cui studi hanno evidenziato lo sviluppo di anomalie fetali sia nell'animale che nell'uomo e i farmaci che, in base all'esperienza sull'uomo, aumentano il rischio di anomalie fetali. I farmaci appartenenti alla classe X sono controindicati in donne che sono o che potrebbero essere in gravidanza, poiché i rischi derivanti dall'uso del farmaco sono maggiori dei possibili benefici.

Tra le malformazioni fetali conseguenti all'azione del farmaco si segnalano anomalie del sistema nervoso centrale (ad esempio idrocefalo, malformazioni del cervelletto, microcefalia), dismorfismo cranico-facciale, palatoschisi, anormalità dell'orecchio esterno (assenza dello stesso oppure canali uditivi esterni piccoli o mancanti), microftalmia, malformazioni cardiovascolari (ad esempio tetralogia di Fallot, trasposizione dei grossi vasi, difetti del setto), anormalità del timo e delle paratiroidi. Si riscontra anche un'aumentata incidenza di aborti spontanei.
Non è noto se l'isotretinoina sia escreta nel latte materno, ma essendo un farmaco altamente lipofilo è ipotizzabile il suo passaggio. Per questo motivo la somministrazione di isotretinoina in donne che allattano al seno non è consigliata.

## Avvertenze

### Linee guida alla prescrizione
La somministrazione di isotretinoina per via orale in pazienti in età fertile deve essere effettuata solo in caso di acne nodulocistica grave, refrattaria a terapie tradizionali.
La prima prescrizione del farmaco deve essere effettuata da un medico dermatologo, mentre le successive anche dal medico di medicina generale (MMG).
L'isotretinoina può essere prescritta solo con ricetta non ripetibile e rinnovabile volta per volta (RNR); inoltre la sua validità è limitata a 7 giorni dalla data di emissione. Il medico di medicina generale o il dermatologo sono tenuti a compilare il “modulo per la prescrizione dell'isotretinoina ad uso sistemico”. Tale modulo è ripartito in due sezioni, una a cura del medico prescrivente la terapia (dermatologo), mentre l'altra è dedicata al medico di medicina generale qualora il dermatologo non segua interamente l'iter diagnostico del paziente.
Il dermatologo o il medico che prescrivono l'isotretinoina devono:
1. informare il paziente del rischio teratogeno inerente all'uso dell'isotretinoina, anche in caso di pazienti di sesso maschile;
2. istruire opportunamente il paziente nel non condividere il farmaco con altri, soprattutto se donne, per il potenziale rischio teratogeno;
3. verificare che la paziente adotti misure di contraccezione efficaci a partire da un mese prima dall'inizio della terapia fino ad almeno un mese dopo la cessazione della terapia; la paziente dovrebbe adottare contemporaneamente due metodi contraccettivi complementari (orale e a barriera); durante il primo mese di contraccezione la paziente deve effettuare il test di gravidanza;
4. Registrare data ed esito del test di gravidanza sull'apposito modulo necessario alla prescrizione dell'isotretinoina; la terapia con isotretinoina non può essere iniziata se il test di gravidanza dà esito positivo; il test di gravidanza deve essere effettuato immediatamente prima di assumere l'isotretinoina; tale test viene ripetuto ogni mese durante il trattamento e dopo 5 settimane dal termine della terapia;
5. programmare con il paziente visite di controllo ogni 28 giorni.

La paziente a cui è stata prescritta isotretinoina deve:
1. iniziare la somministrazione di isotretinoina a partire dal secondo-terzo giorno dalla comparsa del flusso mestruale;
2. evitare di donare il sangue per tutta la durata del trattamento farmacologico e per almeno un mese dopo la sua interruzione; questa misura cautelativa deve essere attuata anche da pazienti di sesso maschile, al fine di poter ridurre al minimo il possibile rischio teratogeno per il feto di una gestante richiedente trasfusione;
3. al termine della terapia restituire alla farmacia le dosi di isotretinoina non utilizzate[31].

### Sospensione trattamento
Sospendere la terapia orale con isotretinoina in caso di insufficienza epatica o renale, di infiammazione intestinale e di sintomi di opacità corneale.

### Depressione
L'utilizzo di isotretinoina può provocare l'insorgenza di stati depressivi o manie suicidarie (rare), pertanto la totalità dei pazienti deve essere strettamente monitorata. Qualora il paziente dovesse presentare sintomi specifici (psicosi, stati di irritabilità, alterazione dell'umore) deve recarsi dal medico curante ed interrompere la terapia con isotretinoina.

### Pazienti diabetici
La terapia con isotretinoina può provocare un innalzamento dei livelli di glicemia a digiuno e favorire l'insorgenza di nuovi casi di diabete. Monitorare la glicemia nei pazienti diabetici trattati con isotretinoina per via sistemica.

### Funzionalità epatica
Monitorare la funzionalità epatica e la composizione lipidica del plasma prima di iniziare il trattamento con isotretinoina quindi un mese dopo l'inizio della terapia e in seguito ad intervalli di tre mesi.